# Glaçage
Pour les articles homonymes, voir Glace de viande et Demi-glace.
Ne doit pas être confondu avec Déglaçage (cuisine).

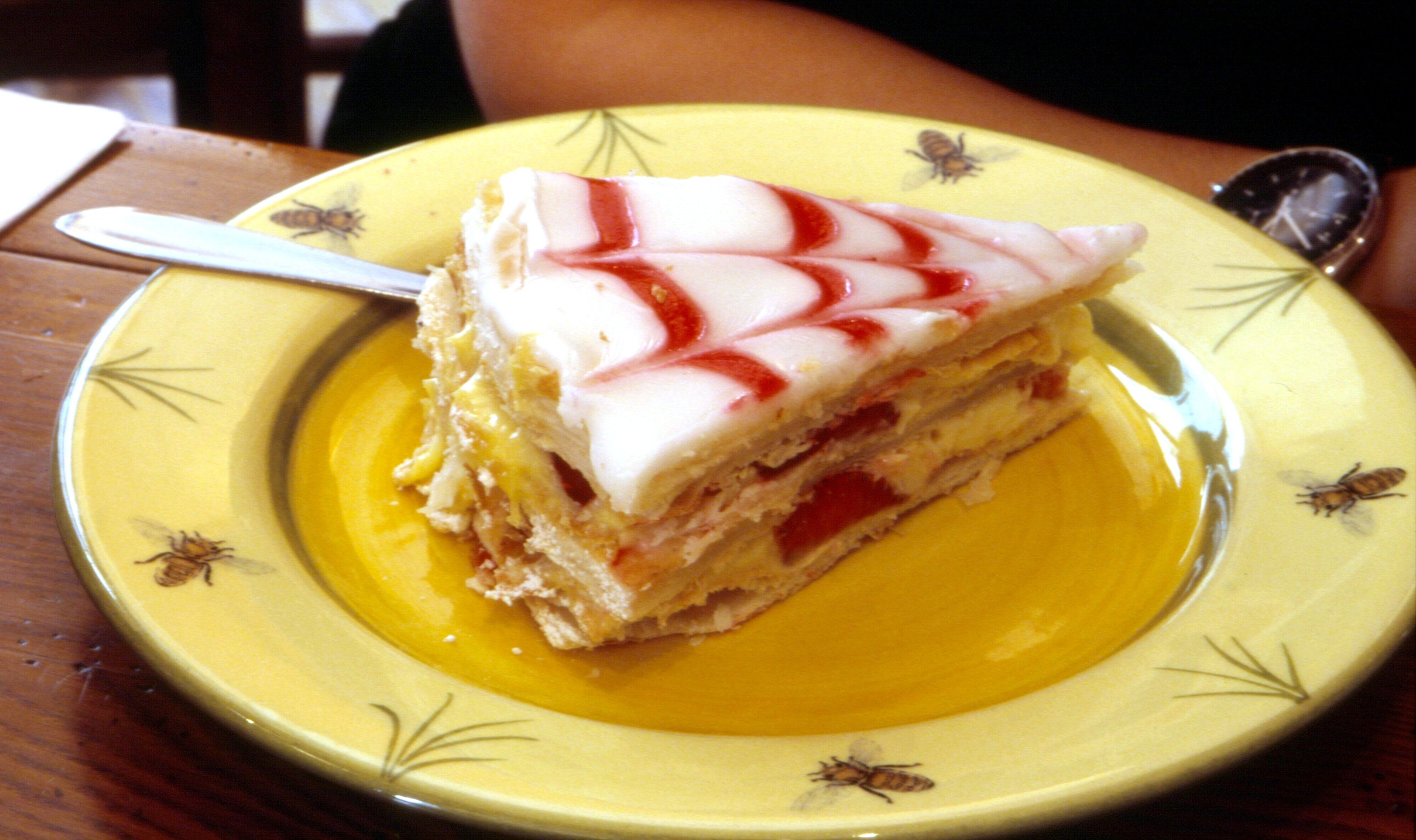
Fondant utilisé pour la couverture d'un mille-feuille.

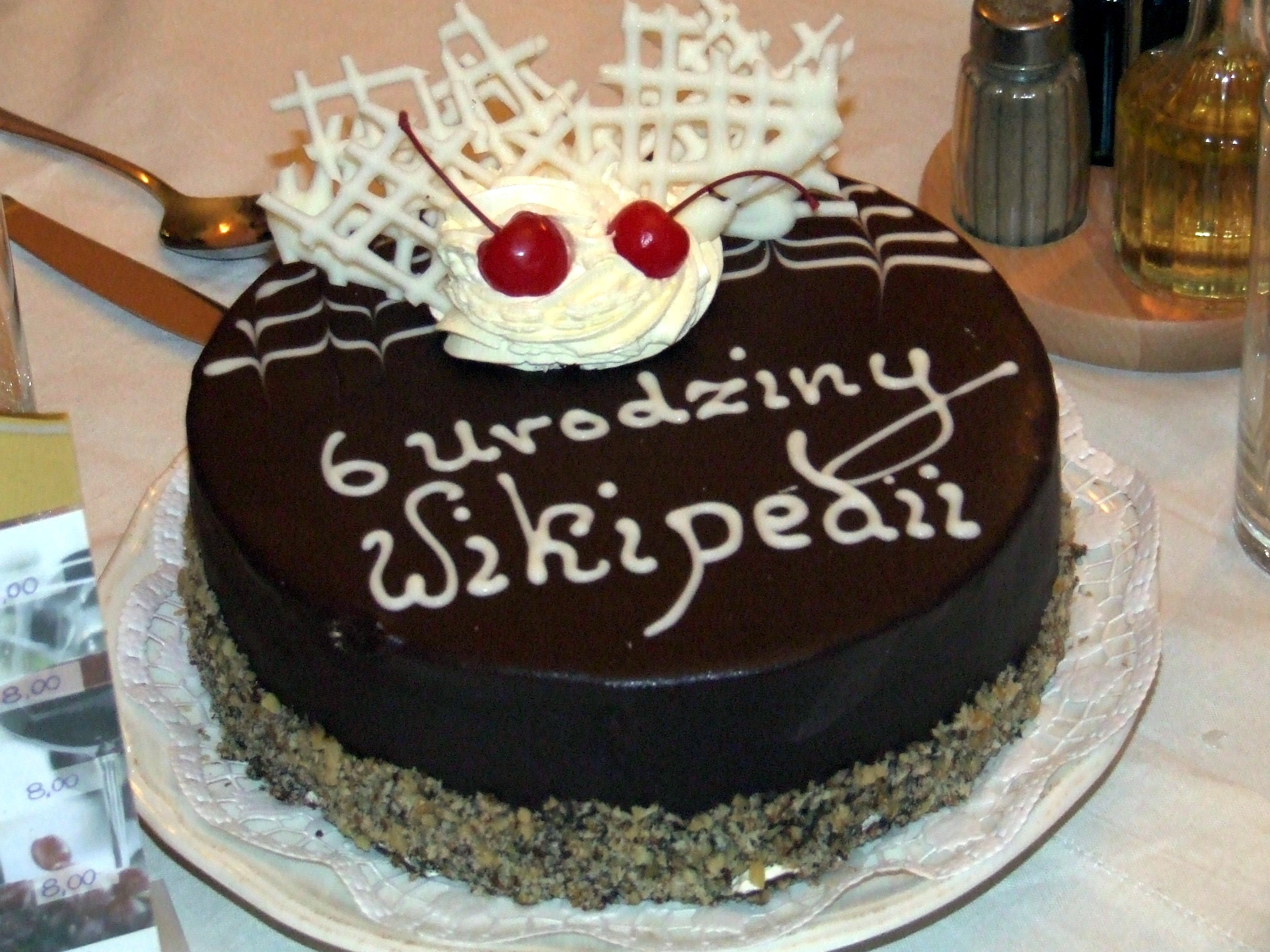
Glaçage au chocolat.

Le glaçage, parfois appelé crémage chez les Canadiens francophones, est l'action de glacer en pâtisserie, c'est-à-dire de rendre lisse et brillant un biscuit ou une génoise en le recouvrant d'une couche décorative d'aspect vernissé, comme de la ganache, du chocolat fondu ou un fondant.
Le glaçage est utilisé pour de nombreuses préparations culinaires, les pâtisseries mais aussi les glaces. Il existe plusieurs sortes de glaçage utilisant un sirop à base de sucre glace, le fondant, le nappage ou le caramel.
On peut également parler de « glacer » des légumes avec du beurre et du sucre (carottes, navets…).